# Mosteiro de Sumela

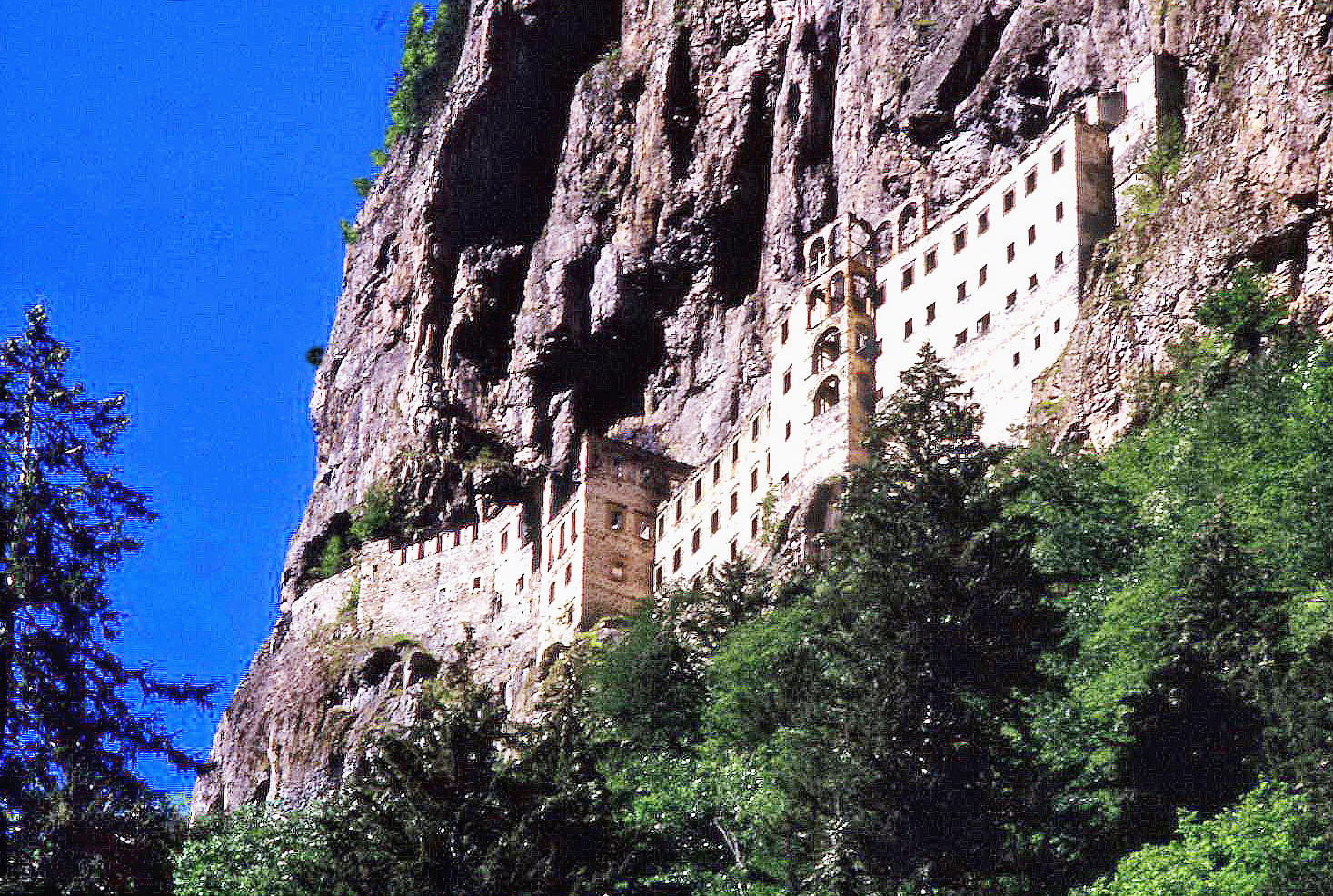
Vista do exterior enquadrando o penhasco

O Mosteiro de Sumela (em grego: Μονή Παναγίας Σουμελά, Moní Panagías Soumelá; em turco: Sümela Manastırı, conhecido localmente como Meryem Ana [Virgem Maria]) é um edifício monástico ortodoxo grego situado no vale de Altendere, no distrito de Maçka, província de Trebizonda, região do Mar Negro, Turquia. Situa-se a pouco menos de 50 km a sul de Trebizonda e da costa do mar Negro, nas montanhas Zigana dos cordilheira Pôntica e está alcandorado num penhasco quase vertical no sopé do monte Cara (Melas em grego), numa zona densamente florestada, a aproximadamente 1 200 metros de altitude, 250 m acima da torrente Meryemana Dere ("riacho da Virgem Maria"), um afluente do ribeiro Deirmene (Değirmen), que desagua em Trebizonda.
É um local de grande importância histórica e cultural e uma das principais atrações turísticas do Parque Nacional do Vale de Altendere e da região nordeste da Turquia. Atualmente é um museu, que em 2017 era visitado por 600 mil pessoas anualmente. O mosteiro está intimamente associado à Koimesis, a festa da Dormição da Teótoco (Maria), celebrada a 15 de agosto, e ao longo de muitos séculos foi um destino popular para os ortodoxos gregos. A principal atração do mosteiro era um ícone da Teótoco que se acreditava ter sido pintado por Lucas, o Evangelista e ter propriedades miraculosas.

## Etimologia
O nome original foi Pahagia tou Melas (Nossa Senhora da Montanha Negra [ou Escura]), que evoluiu para o atual Panágia Sumela (Panagía Soumelá). Muitos consideram que o nome se deve aos tons escuros do vale onde se situa o mosteiro, mas há quem considera que sumela se refere ao ícone da Virgem Maria, o qual é tão escuro que pode ser descrito como negro. No século XII foram pintados numerosos ícones de Virgens Negras Geórgia, que foram para vários mosteiros. O negro foi usado para enfatizar a expressão misteriosa da face da Virgem. Tendo em conta a proximidade de Sumela do Cáucaso, é razoável presumir que que o ícone de Sumela fosse uma Virgem Negra da qual o mosteiro obteve o seu nome. A montanha onde o mosteiro se situa também passou a ser conhecida como "monte Mela" (Oros Mela; Kara Dağ) devido ao mosteiro. A primeira menção documental do mosteiro com o nome Sumela é do período comneno, (iniciado no século XI).

## História
Não se sabe com exatidão quando o mosteiro foi fundado, mas alguns autores consideram que é provável que tenha sido em 386, durante o reinado do imperador romano Teodósio, o que não é corroborado por quaisquer estudos arqueológicos, os quais apontam para que os edifícios mais antigos são do século XIII ou posteriores. No entanto, dado que ainda não foram feitas excavações detalhadas na caverna e nas suas vizinhanças, poderá haver vestígios mais antigos.
Segundo uma lenda, mencionada pelo medievalista William Miller (1864–1945), o mosteiro foi fundado por Barnabé e Sofrónio, dois monges atenienses que viveram no século IV. Inspirados por um sonho para construírem um mosteiro dedicado a Maria Abençoada no Ponto e baseando-se num ícone dela, chamado Panágia Ateniotissa (Panagia Atheniotissa), os monges escolheram uma caverna situada junto a uma nascente monte Melas. A caverna foi transformada no núcleo dum assentamento composto por simples barracas de madeira precariamente pregadas na escarpa.
Outra versão dessa lenda é que o ícone supostamente da autoria de São Lucas, um discípulo deste chamado Ananias levou o ícone para Atenas depois da morte do apóstolo. Ali passou a ser venerado com o nome de Panágia Ateniotissa. No final do século IV, o monge Barnabé e o seu acólito Sofrónio foram chamados pela Virgem para seguirem o ícone de Atenas para o monte Mela, no Ponto, que ali encontraram o ícone, que foi rebatizado Panágia Sumela (Panagia Soumela), e ali fundaram um mosteiro. Uma variante desta versão conta que o ícone "manifestou o seu desejo" de sair de Atenas e foi levado por anjos para a caverna de Sumela. Foi nessa altura que dois eremitas chamados Barnabé e Sofrónio, que estavam a viajar de Atenas para Trebizonda, encontraram o ícone por acaso nesse local deserto.
O ícone foi uma das principais fontes de rendimento do mosteiro, não só devido ao grande número de peregrinos que atraía, mas também è venda de cópias, muitas vezes de baixa qualidade, que era feita por monges de Sumela. O historiador alemão Jakob Philipp Fallmerayer relatou em 1840 que os monges vendiam ícones por toda a Anatólia, Bálcãs, Cáucaso e até na Rússia.
Durante a sua longa história, o mosteiro caiu em ruínas várias vezes e foi restaurado por vários imperadores bizantinos. Durante o século VI, foi restaurado e ampliado pelo general Belisário a mando de Justiniano, após ter sido saqueado e incendiado. Algumas fontes mencionam outra reconstrução no século VII, a seguir a outros saques e incêndio.
Sobreviveu aos períodos complicados de debates eclesiásticos, nomeadamente entre iconofilistas e iconoclastas, nos séculos VIII e IX, mas só atingiu as dimensões atuais no século XIII, quando ganhou maior proeminência, devido principalmente ao patrocínio dos monarcas do Império de Trebizonda (fundado em 1204).
Os imperadores de Trebizonda João II (r. 1280–1297) e Basílio (r. 1332–1340) doaram ao mosteiro grandes riquezas, mas foi durante o reinado de Aleixo III (1349–1390) que Sumela recebeu maiores patrocínios e privilégios imperiais. Segundo a lenda, Aleixo foi salvo duma tempestade pela Teótoco e por isso prometeu a Nossa Senhora restaurar o mosteiro. Uma crisobula emitida por Aleixo em 1365 confirma a liberdade e autonomia de Sumela, juntamente com todas as suas terras hereditárias e dependentes; concede Isenção fiscal exceto de um imposto bianual; e isenta de impostos quaisquer servos que se estabeleçam em terras do mosteiro, elencando o nome de 40 servos. Na mesma época, foi concedida uma quantia anual dos fundos imperiais. Durante os reinados de Manuel III, filho de Aleixo III, e governantes subsequentes, os subsídios imperiais ao mosteiro aumentaram ainda mais.
Após a conquista pelos otomanos liderados pelo sultão Maomé II, o Conquistador em 1461, foi-lhe concedida a proteção do sultão e foram-lhe dados direitos e privilégios, que foram renovados pelos sultões sucessores. A partir de 1682 funcionou em Sumela durante algumas décadas o Phrontisterion de Trapezous (Escola de Trebizonda), uma conhecida instituição educacional grega da região.
A partir da segunda metade do século XVIII, o mosteiro foi também patrocinado pelos voivodas da Valáquia. Os melhoramentos e ampliações realizadas nesse século foram em grande parte financiadas pelos voivodas valáquios. No século XIX o mosteiro foi objeto de reconstrução, que envolveu decorações magníficas, pagas com presentes enviados numa onda de entusiasmo pelas comunidades ortodoxas gregas de toda a Anatólia.
O mosteiro esteve ativo e foi visitado por monges e peregrinos, tanto cristãos como muçulmanos, inclusivamente durante o breve período em que a região esteve ocupada pela Rússia entre 1916 e 1918, durante a Primeira Guerra Mundial. Em 1923 o Império Otomano colapsou na sequência da Guerra de Independência da Turquia, foi fundada a República da Turquia. Sumela foi abandonada quando ocorreu a troca de populações entre a Grécia e a Turquia acordada no Tratado de Lausana, pelo qual a nova república foi reconhecida, se definiram as suas fronteiras e se determinou a transferência das populações gregas da Turquia para a Grécia. Os monges foram obrigados partir e não foram autorizados a levar qualquer propriedade com eles, pelo que enterraram o famoso ícone de Sumela na capela de Santa Bárbara do mosteiro.
Em 1930, gregos forçados a emigrar fundaram um novo mosteiro com o nome Panágia Sumela nas encostas do monte Vermio, situado entre as atuais regiões da Macedónia Central e da Macedónia Ocidental da Grécia. Os tesouros que os monges conseguiram levar do mosteiro antigo foram guardados no novo mosteiro e um monge foi secretamente ao mosteiro original recuperar o ícone que tinha sido enterrado.
No mesmo ano, as partes em madeira do mosteiro Sumela no Ponto foram destruídos por um incêndio e nos anos seguintes o mosteiro sofreu estragos devidos a pilhagens. Há fortes indícios que grande parte das pilhagens não foram levadas a cabo por gente local, mas por caçadores de tesouros que removeram frescos com grande perícia.

### Século XXI

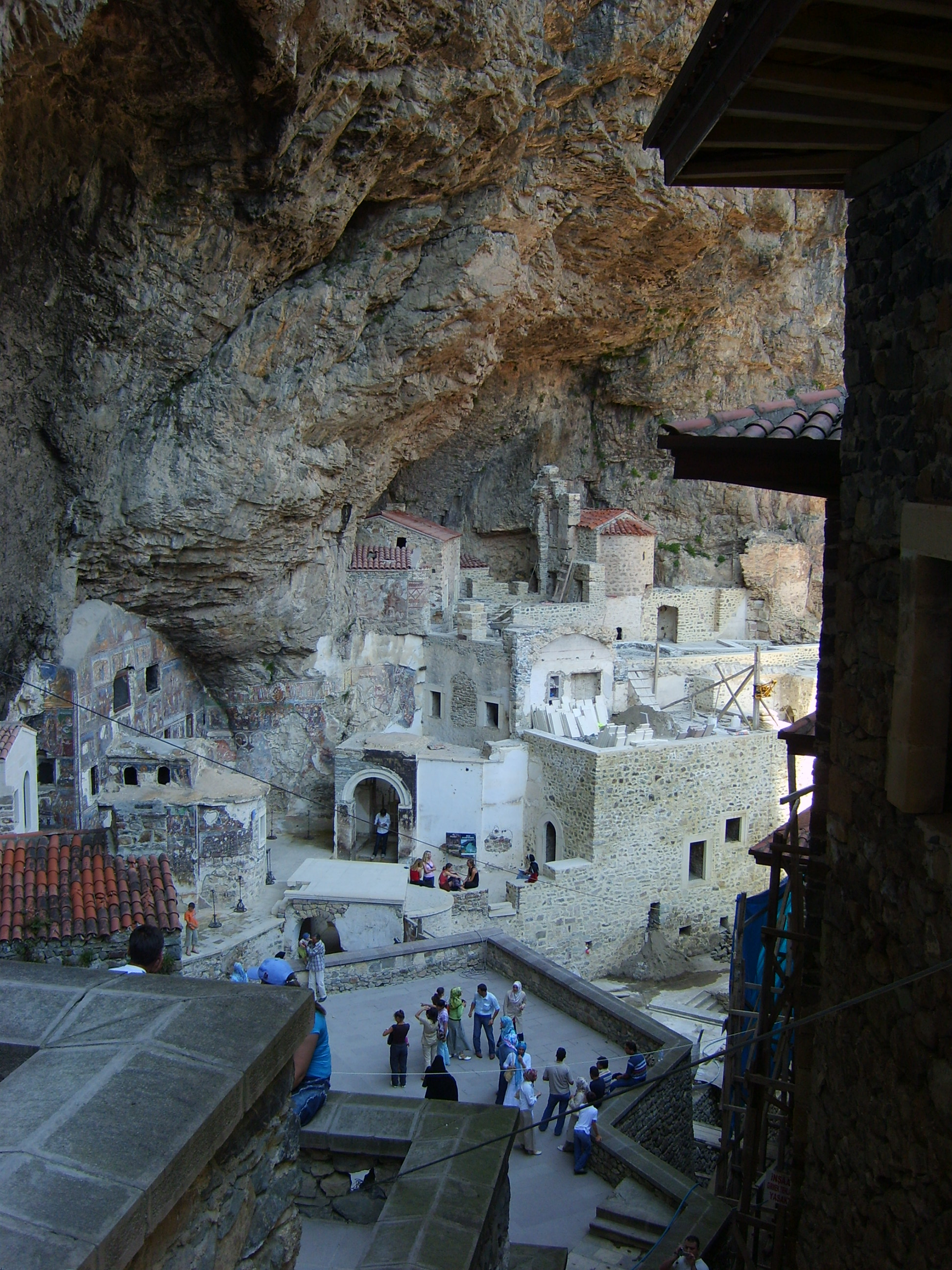
Pátio do mosteiro em 2006

Sumela foi reaberto para uso religioso em 15 de agosto de 2010, pela primeira vez em 88 anos. Desde então todos os dias 15 de agosto é celebrada no mosteiro a divina liturgia da festa da Dormição da Teótoco (Assunção de Maria), organizada pelo Patriarcado Ecuménico de Constantinopla. Para visitar o mosteiro nesses dias é necessário um passe especial emitido pelo Patriarcado e só são admitidos no interior do mosteiro 450 a 500 visitantes; as cerimónias podem ser vistas em televisões de ecrã panorâmico num café vizinho.
Devido ao aumento da queda de pedras, foi encerrado ao público em setembro de 2015. Seguiram-se obras de restauro e requalificação, que foram iniciadasem fevereiro de 2016. Foi reaberto ao público em 25 de maio de 2019, tendo registado cerca de 50 000 no mês que se seguiu e as autoridades locais de turismo previam que até ao final de 2019 o número total de visitantes alcançasse os 500 000. Apesar de encerrado, em 2018 estimava-se que o local tivesse tido 290 mil visitantes.
Atualmente o mosteiro é sobretudo um museu e atração turística. A sua localização, com vista para as florestas e riachos abaixo, torna-o muito popular tanto pela estética como pelo seu significado cultural e religioso.

## Construção
A maior parte do que existe atualmente deve-se a obras de reconstrução e ampliação realizadas nos séculos XVIII e XIX. Foi nessa época que a igreja na caverna foi fechada, foram erigidas capelas na sua vizinhança
Os principais elementos que compõem o complexo do mosteiro são a igreja na caverna de rocha, várias capelas, cozinhas, salas de estudo, uma pousada, uma biblioteca e uma fonte sagrada venerada tanto por cristãos ortodoxos como por muçulmanos. Existe ainda um aqueduto de grandes dimensões, que abastecia de água o mosteiro, construído na parede natural do penhasco, cujo canal de transporte de água é sustentado por numerosos arcos, a maioria deles restaurados.
O elemento arquitetónico mais importante do mosteiro é a igreja, situada a um canto do pátio interior. A igreja ocupa uma caverna natural, que foi escavada para que superficie fosse mais lisa. A entrada da gruta foi fechada por uma parede reta.
O acesso ao mosteiro é feito por uma longa e íngreme escada estreita. Junto à entrada há uma sala da guarda. Daí, há escadas que descem para o pátio interior. À esquerda, em frente a uma caverna, há vários edifícios. A caverna foi convertida numa igreja e constitui o centro do mosteiro. à direita encontra-se a biblioteca. O grande edifício com varanda na parte frontal da falésia tinha as celas dos monges e alojamentos para hóspedes; foi construído em 1840.

## Elemento artísticos

### Frescos
As paredes interiores e exteriores da igreja foram pintadas com frescos, que foram se foram sobrepondo ao longo do tempo, a partir do século XVIII. Em alguns locais é possível distinguir claramente três camadas de frescos, sendo a inferior (mais antiga) de superior às restantas em termos de qualidade artística e de cor. Curiosamente, os temas de cada camada são diferentes e foram descobertas inscrições que relatam que grande parte delas foram executadas em 1710 e 1732.
Na parede virada para o pátio havia frescos pintados durante o reinado de Aleixo III (segunda metade do século XIV). Neles estava representado Aleixo ladeado pelos seus filhos Manuel III e Andrónico. Não há quaisquer vestígios dessas pinturas atualmente.
No exterior havia um fresco com uma cena do Apocalipse, do qual só restam as partes superiores. Nas partes onde o gesso estás descascado são visíveis pinturas mais antigas. Na parede da capela anexa consegue-se distinguir um dragão e as figuras montadas de São Jorge e São Demétrio. Abaixo da superfície atual há duas camadas de pinturas mais antigas. Na cimo da camada inferior está representado um imperador que enverga um diadema e outra figura também com um diadema. Mais acima, há um cena da Transfiguração de Jesus.
Nas partes mais antigas do mosteiro há pinturas igualmente valiosas em camadas inferiores onde o gesso não desapareceu completamente, mas estas ainda não foram objeto de estudo aprofundado. Numa caverna situada cerca de cem metros a norte do mosteiro existem também vários frescos.
Em alguns dos edifícios em redor do pátio há algumas obras de arte otomanas. Exemplo disso são armários, esquinas e lareiras, que dão um ar claramente turco ao interior. Os arcos pontiagudos da fonte sagrada também mostram também forte influência turca. Outra característica turca são os desenhos pintados a vermelho escuro em algumas paredes, que imitam os padrões em tijolo em voga nos edifícios otomanos do século XVIII.
Durante os restauros realizados entre 2016 e 2016 foi descoberto um túnel secreto, que conduz a um local que se acredita ter servido com capela, e frescos até então desconhecidos, que representam o céu, o inferno, a vida e a morte.

### Outras obras
Sessenta e seis manuscritos dos séculos XVII e XVIII da biblioteca do mosteiro estão atualmente num museu de Ancara. No museu de Santa Sofia, em Istambul, são conservados cerca de mil tetraevangelhos (Quatro Evangelhos) ornamentados com miniaturas, datados do período bizantino, além de 150 livros impressos. No Museu Bizantino e Cristão de Atenas são conservadas os seguintes objetos provenientes de Sumela: várias peças do tesouro da igreja, nomeadamente uma stavrotek (cruz de prata) oferecida pelo imperador Manuel III de Trebizonda, um manuscrito e um grande número de documentos. No Museu Benaki de Atenas é conservado um medalhão de prata onde é representada a Santa Trindade, outro medalhão e um pano de altar (epitáphios), estes últimos datados de 1438. Na Galeria Nacional da Irlanda conserva-se um ícone do mosteiro, conhecido como "Nossa Senhora das Rosas". Outro ícone faz parte duma coleção privada de Oxford, Inglaterra. Os castiçais de prata oferecidos ao mosteiro pelo sultão otomano Selim I (r. 1512–1520) foram roubados em 1877.